# Andrés Bonifacio
Andrés Bonifacio y de Castro (30 de novembre de 1863 – 10 de maig de 1897), pròcer, fou un líder revolucionari filipí i cofundador el 1892 de la societat secreta revolucionària Katipunan, germen del futur exèrcit revolucionari filipí. Oposat frontalment al govern colonial espanyol, Andrés Bonifacio va protagonitzar la Revolució filipina, la primera revolució a Àsia contra un govern europeu.

## Biografia
Nascut en el si d'una família humil de Manila el 1863, va ser un dels líders del Katipunan. De plantejaments radicals i partidari de l'acció armada contra els espanyols, Bonifacio inflamava les masses indígenes i incitava als seus seguidors al fet que iniciessin una rebel·lió violenta contra els kastila ("espanyols" en tagal). Quan José Rizal va crear la Lliga Filipina el 3 de juliol de 1892, Bonifacio era un dels pocs integrants que no acceptaven la visió pacífica de Rizal. Rizal va ser detingut el 6 de juliol i deportat a l'illa de Mindanao per ordre del Capità General de les Filipines Eulogio Despujol. L'endemà Bonifacio i cinc membres de la Lliga, Deodato Arellano, Ladislao Wada, José Dizón, Teodoro Plata i Valentín Díaz, van fundar el Katipunan ("La Suprema i Venerable Societat dels Fills del Poble"), una societat secreta, de caràcter maçònic, que buscaria un aixecament armat contra la dinastia espanyola. El primer "Suprem" del Katipunan va ser Deodato Arellano, que havia estat el Secretari de la Lliga. No obstant això, tant Arellano com el seu successor, Román Basa, amb prou feines van aconseguir fer créixer la "Societat" a causa del seu immobilisme burgès. El 1894 Bonifacio va ser nomenat tercer "Suprem" i amb el seu ímpetu revolucionari i l'ajuda d'un jove secretari, Emilio Jacinto, va transformar totalment el "Katipunan", va obrir-lo a les classes baixes, va aconseguir que creixés vertiginosament i, més endavant, va aconseguir establir un govern revolucionari (Pamahalaang Mapaghimagsik).
El 23 d'agost de 1896 va tenir lloc "el Crit de Balintawak", una reunió dels membres del Katipunan a Balintawak en la qual van adoptar la decisió d'alçar-se en armes al crit de "Viva Filipinas!, Viva el Katipunan!". El 25 d'agost es van produir els primers enfrontaments armats quan els revolucionaris van efectuar una elecció per a la república naixent a Tejeros, Cavite. Emilio Aguinaldo va ser triat president, mentre que a Bonifacio se'l va nomenar director de l'Interior. Bonifacio i els seus seguidors, coneguts com els "Magdiwang", es van enfrontar a l'altra facció majoritària, els "Magdalos", dirigits per Aguinaldo, que va llançar una campanya de desprestigi contra Bonifacio, considerant-lo no apte per al càrrec. Bonifacio va respondre desafiant la legalitat de l'elecció i rebutjant-ne els resultats. Aquests fets van desembocar en una escaramussa en la qual el germà d'Andrés, Procopio Bonifacio, va resultar ferit. Davant d'aquests fets, Bonifacio i els seus seguidors es van escapar del lloc en un primer moment, però van ser finalment capturats tant ell com el seu germà. Ambdós van ser sotmesos a un consell de guerra en què van ser considerats culpables de sedició i traïció, i condemnats a mort. Van ser executats, sota una ordre administrativa, per les forces d'Aguinaldo el 10 de maig de 1897 al bosc de la muntanya Buntis de Cavite.